# Chattanooga Valley
Chattanooga Valley es un lugar designado por el censo ubicado en el condado de Walker, en el estado estadounidense de Georgia. Según el censo de 2020, tiene una población de 3.962 habitantes.

## Geografía
Chattanooga Valley se encuentra ubicado en las coordenadas 34°55′20″N 85°20′8″O / 34.92222, -85.33556 (34.922236, -85.335453). Según la Oficina del Censo, la localidad tiene un área total de 19,22 km², correspondientes en su totalidad a tierra firme.

## Demografía
Según la Oficina del Censo en 2000 los ingresos medios por hogar en la localidad eran de $34,950, y los ingresos medios por familia eran $40,720. Los hombres tenían unos ingresos medios de $32,250 frente a los $22,083 para las mujeres. La renta per cápita para la localidad era de $17,415. 